# František Kmoch
František Kmoch (1er août 1848 à Zásmuky en royaume de Bohême, 30 avril 1912 à Kolín) est un compositeur de marches et chef d'orchestre bohémien.

## Biographie
Il nait d'un père musicien qui lui fait étudier rapidement le violon. À 10 ans il commence à composer quelques morceaux. 
En 1868 il étudie la musique à Prague puis enseigne la musique à partir de 1869 à Suchdol en Bohême. Il joue parallèlement dans des ensembles, compose et enseigne. En 1873 on lui retire son poste en lui reprochant un manque d'assiduité à ses fonctions d'enseignement. D'autres considèrent que c'est davantage en raison de ses sympathies pour le mouvement Sokol dans lequel il était impliqué. Il était ainsi le chef d'orchestre de l'orchestre du Sokol de Kolin, qui joua des compositions de Kmoch lors de l'ouverture du Slet (rassemblement des Sokols) de 1873. Il prit par la suite la tête de l'orchestre municipal. Il resta toute sa vie responsable de l'orchestre de Kolin malgré les propositions.
Il était marié à Josefa Kahslova, dont il eut cinq filles

## Style
Compositeur de la période qui marque la renaissance nationale tchèque, il composa des œuvres ancrées dans le folklore national, en réaction au style dominant dans l'empire austro-hongrois.

## Reconnaissance de son œuvre
La ville de Kolin organise depuis 1961 un festival de musique classique pour instruments à vent qui porte son nom. En 1988 pour le cent cinquantième anniversaire de sa naissance, la banque nationale tchèque a frappé une pièce en argent de 200 couronnes à son effigie.

## Œuvres pour orchestre
- Andulka šafářová
- Visit to Vienna, a concert polka
- Wind music is playing
- Česká muzika
- Diese Musik, ja die gefällt
- Duo for Two Trumpets
- Festival March
- Springtime Youth
- Hoj, Mařenko!
- Jarabáček
- Jara mládí
- Kolíne, Kolíne (Kolíne, Kolíne, stojíš v pěkné rovině - Kolin, Kolin, you lie in a beautiful plain...)
- Koně vraný
- Letem světem (Flights through the world)
- My beautiful homeland
- Měsíček svítí
- Milý sen Concert waltzes
- Můj koníček
- Muziky, muziky
- Na motoru
- Na hrazdě, kvapík
- Na stříbropěnném Labi
- Nad Labem
- Plzeňský Pochod
- Po starodávnu
- Pod našima okny
- Pode mlejnem
- Pošumavské stráně
- Romance pro křídlovku
- Rozmarná
- Roztomilá
- Beautiful Prague
- Šly panenky silnicí
- Sokol Nazdar!
- Sokolský den
- Vraný koně
- Vy hvězdičky
- Vždy milá
- Za sokolským praporem
- Zastaveníčko
- Zelení hájové!
- Zlatá Praha